# 穆罕默德·兰吉巴
穆罕默德·兰吉巴（1935年1月1日- 2004年6月29日）是一名伊朗足球运动员和教练。兰吉巴曾效力于德黑兰塔吉于德黑兰帕斯。他曾是伊朗国家足球队的队长。1972年，他还担任国家队的主教练一职。

## 早年
兰吉巴于1935年1月1日出生在伊朗的克尔曼沙赫，直到高中毕业都住在那。之后他在1950年加入了科曼莎沙欣。在兰吉巴结束学业后，他被调到德黑兰，毕业于达内什卡迪·阿夫萨里。

## 俱乐部生涯
他于1956年加入塔吉足球俱乐部，在球队踢了八年后，于1964年转会至德黑兰的帕斯俱乐部。他从1965年开始到1970年担任球队队长，之后他在该俱乐部退役。

## 国家队生涯
他于1959年首度入选伊朗國家队。并参加了1960年亚洲杯预选赛，但球队未能晋级决赛圈。1965年，在前任伊朗国家队的队长帕尔维兹·德哈达利退役后，兰吉巴接过了队长袖标，直到两年后在对阵土耳其的比赛后宣布退役。

## 主教练生涯
退役后，兰吉巴于1968年开始担任伊朗U-20的教练。1970年，他被选为伊朗助理教练，在1972年帕尔维兹·德哈达利辞职后，兰杰巴被任命为国家队的临时主教练。由于在1972年亚洲杯率队取得了冠军，伊朗足协正式任命兰吉巴为球队的主教练，并与他签订了两年的合同，但他在两个月后便辞职。从1972年到1985年他都没有再次执教球队。1985年，他就任德黑兰独立足球俱乐部的技术总监。之后兰吉巴在1998年至2002年曾担任国家队的领队。

## 疾病去世
2004年1月12日，69岁的兰吉巴身患致命疾病，几个月后被送往德国汉诺威进行手术，但德国医生由于病情危急，不愿动手术。最终他于2004年6月29日因大脑紊乱死于德黑兰以北的Iranmehr医院。